# Чето
Чѐто (на италиански: Ceto, на източноломбардски: Sét, Сет) е село и община в Северна Италия, провинция Бреша, регион Ломбардия. Разположено е на 453 m надморска височина. Населението на общината е 1941 души (към 2013 г.).